# Auguste de Loisne
Auguste de Loisne ou Auguste Menche de Loisne, né le 23 juillet 1853 à Poitiers et mort le 26 décembre 1943 à Paris, est un historien français.

## Biographie
Auguste est le fils de Henri Menche de Loisne, inspecteur général des Ponts et Chaussées (1824-1903) et de Louise Quenson. Son oncle est l'administrateur et écrivain Charles Menche de Loisne.
Il suit des études de droit à Paris et est reçu docteur en droit en 1878 avec une thèse sur Le droit de chasse. Sa législation ancienne et moderne. Il est membre résidant du Comité des travaux historiques et scientifiques et de la Commission des monuments historiques du Pas-de-Calais et participe entre autres à la publication de l'Épigraphie du Pas-de-Calais,. Il est également membre de la Société des antiquaires de la Morinie. En 1881, il hérite de sa tante le château de Beaulieu à Busnes dans le Pas-de-Calais, qu'il réaménage. Il est créé comte romain héréditaire par un bref du pape Léon XIII, le 18 mars 1892.
Il est l'auteur de nombreux ouvrages et articles historiques consacrés au Nord de la France au Moyen Âge, particulièrement sur l'Artois, le Boulonnais et le Pas-de-Calais, en s'appuyant sur le dépouillement de nombreux fonds d’archives ; il a notamment consacré de 1913 à 1916 trois articles au comte Robert II d'Artois dans le Bulletin historique et philologique du Comité des travaux historiques et scientifiques. Il obtient en 1925 le prix de la Fons-Mélicocq décerné par l'Académie des inscriptions et belles-lettres pour son ouvrage Cartulaire de la commanderie des templiers de Sommereux, publié en 1924,.

## Publications (sélection)
- Le cartulaire de Saint-Barthélemy de Béthune, publié ou analysé avec extraits textuels et précédé d'une introduction, Saint-Omer, H. d'Homont, 1895, XXIII-108 p.
- Le cartulaire du chapitre d'Arras : publié ou analysé avec extraits textuels d'après le manuscrit de la Bibliothèque nationale, Arras, Rohard-Courtin, 1896 Lire en ligne[7].
- L'Ancien dialecte artésien d'après les chartes en langue vulgaire du chapitre d'Arras (1248-1301), F. Guyot, 1898.
- Histoire généalogique de la maison de Foucher, marquis de Circé, barons de Retz... etc., Abbeville, Fourdrinier, 1898, XXVII-230 p.
- Anciennes chartes inédites en langue vulgaire reposant en original aux archives du Pas-de-Calais (1221-1258), Paris, Imprimerie nationale, 1900 Lire en ligne.
- La maladrerie du Val de Montreuil : histoire et cartulaire, Abbeville, Lafosse et Cie, 1903 Lire en ligne.
- « Les miniatures du cartulaire de Marchiennes », dans Bulletin archéologique du Comité des travaux historiques et scientifiques, 1903, p. 476-489.
- Chartes diverses : supplément au Cartulaire des établissements religieux et civils du Boulonnais, Boulogne-sur-Mer, G. Hamain, 1905 Lire en ligne.
- Dictionnaire topographique du département du Pas-de-Calais, comprenant les noms de lieu anciens et modernes, Paris, Imprimerie nationale, 1907 Lire en ligne.
- Cartulaire de la commanderie des templiers de Sommereux, Paris, Champion, 1924[8].